# Oberndorf am Lech
Pour les articles homonymes, voir Oberndorf.
Oberndorf am Lech est une commune de Bavière (Allemagne), située dans l'arrondissement de Danube-Ries, dans le district de Souabe.